# Herbert Meyer (Politiker)
Herbert Meyer (* 19. Februar 1899 in Lauterberg; † 13. Februar 1984 in  Bad Lauterberg im Harz) war ein deutscher Jurist, Verwaltungsbeamter und Kommunalpolitiker (NSDAP, FDP). Er war u. a. Oberbürgermeister von Mühlhausen/Thüringen (1934–1943) und Nordhausen (1943–1945).

## Leben
Herbert Meyer kam als Sohn des Rektors Hermann Meyer (1876–1954) und dessen Ehefrau Gretchen, geb. Schlösser (1876–1949), in  Lauterberg im Harz zur Welt, besuchte dort die Volks- und Realschule, anschließend das Realgymnasium in Goslar und bestand 1917 das Abitur. Im Ersten Weltkrieg diente er bei der Feldartillerie im Regiment 102 und wurde verwundet. Nach 1918 beteiligte sich Meyer an den Kämpfen des Hessisch-Thüringischen Freikorps.
Von 1919 bis 1921 studierte er Jura und Volkswirtschaft an der Universität Göttingen, wo er 1922 zum Dr. jur. promoviert wurde. Die praktische Ausbildung im Justizdienst erfuhr Meyer von 1922 bis 1924. Im folgenden Jahr legte er die Große juristische Staatsprüfung im Justizministerium in Berlin ab und begann seine kommunale Tätigkeit als Assessor bei der Stadtverwaltung in Bad Lauterberg, danach Gerichtsassessor in Saarbrücken. Im Jahre 1927 wechselte er als Stadtrechtsrat nach Olbernhau im Erzgebirge.
Es folgte 1928 seine Wahl zum Zweiten Bürgermeister der Stadt Prenzlau. Dort stellte er von 1929 bis 1934 den Ersten Bürgermeister. Ein Höhepunkt seiner Amtszeit war die 700-Jahr-Feier von Prenzlau. Nach der Verlegung der Prenzlauer Garnison nach Neuruppin bemühte er sich um die Wiederbelebung der Wirtschaft seiner Stadt. So erreichte er die Einrichtung eines Flugversuchs-Instituts und eines Flugplatzes (später Fliegerhorst der Luftwaffe). Der als konservativ geltende Meyer trat zum 1. April 1933 der NSDAP bei (Mitgliedsnummer 1.734.565) und schloss sich auch der SS an. Nach einer Auseinandersetzung mit Landrat Silvio Conti, der ihn u. a. politischen Opportunismus vorwarf, wurde Meyer im September 1934 zwangspensioniert.
Durch Erlass des Reichs- und Preußischen Innenministers wurde er mit Wirkung vom 3. Dezember 1934 zum Oberbürgermeister von Mühlhausen in der preußischen Provinz Sachsen berufen. Seine Amtseinführung durch den Regierungspräsidenten Friedrich Bachmann erfolgte am 10. Dezember 1934. In dieser Funktion war er mit Unterbrechungen durch erneute Einberufung zum Militärdienst (1940/42) als Oberleutnant der Artillerie bis zum 8. Mai 1943 tätig. Seit Anfang 1940 vertrat er auch den Landrat des Landkreises Mühlhausen i. Th. und war Leiter der Rotkreuz-Kreisstelle und des Luftschutzes.
Vom 9. Mai 1943 bis zur Besetzung durch die US-Armee am 11. April 1945 war Herbert Meyer Oberbürgermeister von Nordhausen am Harz. In der kurzen Amtszeit waren die Versorgung der Bevölkerung, der Bau von Luftschutzanlagen und die Unterbringung von Evakuierten und Flüchtlingen die größten Probleme. Unter seiner Leitung sollte ein Ehrenbuch für alle im Zweiten Weltkrieg gefallenen Nordhäuser angelegt werden; bis Anfang 1945 wurden ca. 500 Gefallene namentlich erfasst. Einen Tag vor Besetzung der Stadt rief er zum Widerstand gegen die heranrückende US-Armee auf und setzte sich in Richtung angebliche Harzfestung ab. Wenig später wurde er von den Amerikanern festgenommen und bei deren Abzug in den Westen mitgenommen. Am 25. September 1945 wurde er als Beamter seitens des Landesamtes des Inneren des Landes Thüringen aufgrund des „Gesetzes über die Reinigung der öffentlichen Verwaltung von Nazi-Elementen“ vom 23. Juli 1945 offiziell entlassen.
Vor der Spruchkammer 74 des Internierungslagers Ludwigsburg-Ossweil musste er sich als „Nazi-Aktivist“ verantworten. Nach seiner Entlassung am 3. April 1948 aus dem Internierungslager Staumühle zwischen Bielefeld und Paderborn in der britischen Besatzungszone kehrte er in seine Heimatstadt Bad Lauterberg zurück und übte von 1951 bis 1953 eine selbständige Tätigkeit als Verwaltungsrechtsrat aus.
In Bad Lauterberg fungierte Meyer 1952/53 für die FDP als ehrenamtlicher Stadtdirektor (Bürgermeister in der britischen Besatzungszone), und er wurde in den Kreistag des Landkreises Osterode am Harz gewählt. Vom 1. Januar 1954 bis 29. Februar 1964 war er Stadt- und Kurdirektor in Bad Lauterberg, in den folgenden Jahren gehörte er noch dem Rat der Stadt Bad Lauterberg an.
Meyer und seine Ehefrau Edelgard, geb. Lohse (Heirat am 20. Juli 1929 in Olbernhau), hatten zwei Söhne.